# SM U-15 (1911)
U-15 – niemiecki okręt podwodny (U-Boot) typu U-13 służący podczas I wojny światowej. Okręt został zbudowany w Stoczni Cesarskiej w Gdańsku. Wodowanie okrętu odbyło się 18 września 1911 roku a 7 lipca 1912 roku, okręt oficjalnie wszedł w skład marynarki wojennej.
Dowódcą okrętu U-15 został mianowany Richard Pohle.

## Służba
Okręt opuścił port w Gdańsku 1 sierpnia 1914 roku rozpoczynając swój pierwszy patrol bojowy i kierując się w stronę Morza Północnego. 9 sierpnia okręt stanął z powodu unieruchomienia silników w pobliżu szkockiej wyspy Fair Isle. Został wówczas dostrzeżony przez brytyjski lekki krążownik HMS „Birmingham”. Widząc niemieckie próby naprawienia okrętu, dowódca brytyjski kapitan Arthur Duff rozkazał otwarcie ognia w kierunku U-Boota. Po nieudanej próbie ostrzału, U-15 rozpoczął próbę zanurzenia się, jednakże Brytyjczycy zorientowani w sytuacji i przy pełnej szybkości staranowali U-15. W wyniku tego okręt został przecięty na pół, po czym zatonął wraz z 23 członkami załogi.
U-15 był pierwszym niemieckim okrętem podwodnym zatopionym przez aliantów podczas I wojny światowej.